# Europäischer Filmpreis/Jameson-Publikumspreis – Bester Darsteller
Seit 1997 wird bei den Europäischen Filmpreisen der beste Darsteller des Jahres vom Kinopublikum gewählt und ausgezeichnet. Seit 2003 trägt der People’s Choice Award den Namen seines Sponsors als Beinamen: Jameson.

## Sieger und Nominierte
Es sind alle Nominierten angeführt, der Sieger steht immer zuerst.

### 1997
Javier Bardem

### 1998
Antonio Banderas – Die Maske des Zorro (The Mask of Zorro)

### 1999
Sean Connery – Verlockende Falle (Entrapment)

### 2000
Ingvar Eggert Sigurðsson – Engel des Universums

### 2001
Colin Firth – Bridget Jones – Schokolade zum Frühstück (Bridget Jones's Diary)

### 2002
Javier Cámara – Sprich mit ihr (Hable con ella)

### 2003
Daniel Brühl – Good Bye, Lenin!

### 2004
Daniel Brühl – Was nützt die Liebe in Gedanken
Sergio Castellitto – Don’t Move (Non ti muovere)
Daniel Craig – Die Mutter – The Mother (The Mother)
Colin Farrell – Intermission
Colin Firth – Das Mädchen mit dem Perlenohrring (Girl with a Pearl Earring)
Hugh Grant – Tatsächlich… Liebe (Love Actually)
Thomas Kretschmann – Immortal – New York 2095: Die Rückkehr der Götter (Immortal (Ad Vitam))
Fele Martínez – La mala educación – Schlechte Erziehung (La mala educación)
Ingvar Eggert Sigurðsson – Kaltes Licht (Kaldaljós)
Birol Ünel – Gegen die Wand

### 2005
Orlando Bloom – Königreich der Himmel (Kingdom Of Heaven)
Christian Bale – Der Maschinist (The Machinist)
Jean-Marc Barr – Meeresfrüchte (Crustacés et Coquillages)
Daniel Craig – Enduring Love & Layer Cake
Marian Dziędziel – The Wedding
Henry Hübchen – Alles auf Zucker!
Toni Servillo – The Consequences Of Love
Ulrich Thomsen – Brothers – Zwischen Brüdern (Brødre)
Srdjan Todorovic – Red Coloured Grey Truck
Luis Tosar – Your Next Life